# Metro cúbico por segundo
Un metro cúbico por segundo (símbolo: m³/s) es la unidad derivada de caudal o flujo en el Sistema Internacional (SI). Equivale al caudal de un cubo con lados de un metro de longitud intercambiado (o moviéndose) cada segundo. Popularmente se utiliza para el flujo de agua, especialmente en ríos y arroyos, y para el flujo de aire en climatización.

## Magnitudes que usan esta unidad
Diferentes magnitudes físicas, usadas en diversos contextos, se expresan en esta unidad. Aunque reciben nombres diferentes, se pueden considerar equivalentes a un caudal y su ecuación de dimensiones es M3·T-1.
- Flujo volúmico[2] o flujo volumétrico.[3]
- Caudal o caudal volumétrico[4]
- Gasto de aire[5]
- Velocidad de flujo, Gasto o Volumen de flujo por unidad de tiempo.[6]
- Velocidad volumétrica de flujo[7]

## Conversiones
1 metro cúbico por segundo es igual que:
- 1.0 litros por segundo
- 60.000 litros por minuto
- 86,4 megalitros por día (ML/día)
- 31.536.000 metros cúbicos por año
- 264,17 galones por segundo
- 15.850,3 galones por minuto[8]
- 35,3147 pies cúbicos por segundo[9]
- 2118,88 pies cúbicos por minuto
- 25.566,5 acres-pies por año
- 1.113,7 millones de pies cúbicos por año
- 0,007566 millas cúbicas por año
- 0,000000273 pulgadas cúbicas por minuto[2]
- 1,305 yardas cúbicas por segundo
- 157½ brazas cúbicas por segundo